# 파이버 채널 오버 이더넷
파이버 채널 오버 이더넷(Fibre Channel over Ethernet, FCoE)은 이더넷 네트워크를 통해 파이버 채널 프레임을 캡슐화하는 컴퓨터 망 기술이다. 이를 통해 파이버 채널은 파이버 채널 프로토콜을 유지하면서 10기가비트 이더넷 네트워크(또는 더 빠른 속도)를 사용할 수 있다. 이 사양은 2009년에 발표된 국제 정보 기술 표준 위원회 T11 FC-BB-5 표준의 일부였다. FCoE는 널리 채택되지 않았다.

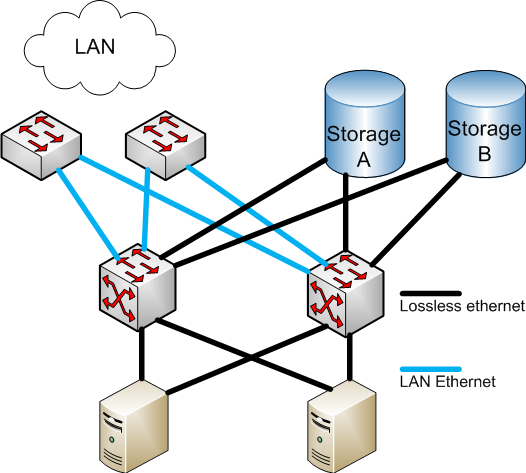
결합된 스토리지 및 근거리 통신망

## 기능
FCoE는 이더넷 포워딩 방식에 독립적으로 파이버 채널을 이더넷을 통해 직접 전송한다. FCoE 프로토콜 사양은 파이버 채널 스택의 FC0 및 FC1 계층을 이더넷으로 대체한다. FCoE는 고유한 파이버 채널 구성을 유지함으로써 기존 파이버 채널 네트워크 및 관리 소프트웨어와 통합되도록 고안되었다.
전통적으로 데이터 센터는 TCP/IP 네트워크용 이더넷과 SAN용 파이버 채널을 모두 사용했으며, 각각 다른 비호환 인터페이스/연결 및 상호 연결/배선을 가지고 있었으므로 각각에 대해 별도의 케이블링/배선 및 스위칭 하드웨어와 같은 상호 연결이 필요했다. FCoE의 등장으로 전통적으로 파이버 채널을 사용했을 SAN은 이더넷과 통합되어 IP와 같은 전통적인 트래픽과 함께 이더넷 패브릭에서 실행되는 또 다른 네트워크 프로토콜이 되었다. FCoE는 OSI 모형의 데이터 링크 계층 위에 작동하며, 이는 (저장 관련 예시로) ISCSI와 같이 IP를 통해 TCP 위에 실행되는 이더넷을 사용할 수 있는 다른 잘 알려진 대부분의 프로토콜과는 대조적이다. 결과적으로 FCoE는 IP 계층에서 라우팅할 수 없으며 인터넷과 같은 라우팅된 IP 네트워크에서는 작동하지 않는다.
클래식 이더넷에는 파이버 채널과 달리 우선 순위 기반의 흐름 제어가 없었기 때문에 FCoE는 우선 순위 기반 흐름 제어 메커니즘(혼잡으로 인한 프레임 손실을 줄이기 위해)을 지원하기 위해 이더넷 표준에 대한 향상이 필요했다. IEEE 표준 기관은 데이터 센터 브리징(dcb) 태스크 그룹에 우선 순위를 추가했다.
파이버 채널은 이더넷 네트워크를 통해 파이버 채널의 기능을 제공하기 위해 세 가지 주요 확장이 필요했다.
- 고유한 파이버 채널 프레임을 이더넷 프레임으로 캡슐화하는 기능.
- 혼잡 기간 동안 프레임이 일상적으로 손실되지 않는 이더넷 패브릭을 가능하게 하는 이더넷 프로토콜 자체에 대한 확장.
- 파이버 채널 N_포트 ID(FCID라고도 함)와 이더넷 MAC 주소 간의 매핑.

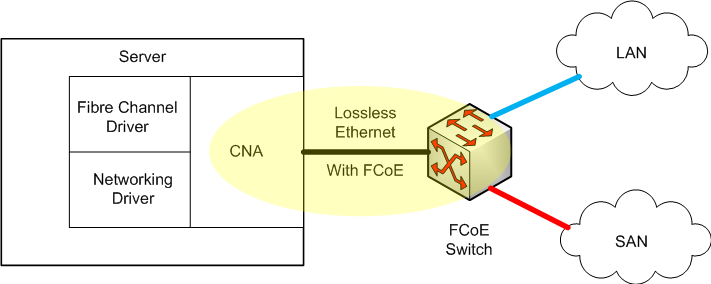
"컨버지드" 네트워크 어댑터

컴퓨터는 파이버 채널 호스트 버스 어댑터(HBA)와 이더넷 네트워크 인터페이스 컨트롤러(NIC) 기능이 동일한 물리적 카드에 포함된 컨버지드 네트워크 어댑터(CNA)로 FCoE에 연결할 수 있다. CNA는 하나 이상의 물리적 이더넷 포트를 가지고 있다. FCoE 캡슐화는 기존 이더넷 네트워크 인터페이스 카드를 사용하여 소프트웨어로 수행할 수 있지만, FCoE CNA는 전통적으로 파이버 채널 호스트 버스 어댑터가 수행하던 하위 수준 프레임 처리 및 SCSI 프로토콜 기능을 CPU에서 오프로드한다.

## 적용
FCoE의 주요 적용 분야는 데이터 센터 스토리지 에어리어 네트워크(SAN)이다. FCoE는 케이블링 감소를 가능하게 하므로 데이터 센터, 그리고 서버당 많은 물리적 I/O 연결을 필요로 하는 서버 가상화 애플리케이션에서 특히 적용된다.
FCoE를 사용하면 네트워크(IP) 및 스토리지(SAN) 데이터 트래픽을 단일 네트워크를 사용하여 통합할 수 있다. 이러한 통합은 다음을 수행할 수 있다.
- 이기종 스토리지 및 IP 네트워크에 연결하는 데 필요한 네트워크 인터페이스 카드 수를 줄인다.
- 케이블 및 스위치 수를 줄인다.
- 전력 및 냉각 비용을 줄인다.

## 프레임 형식

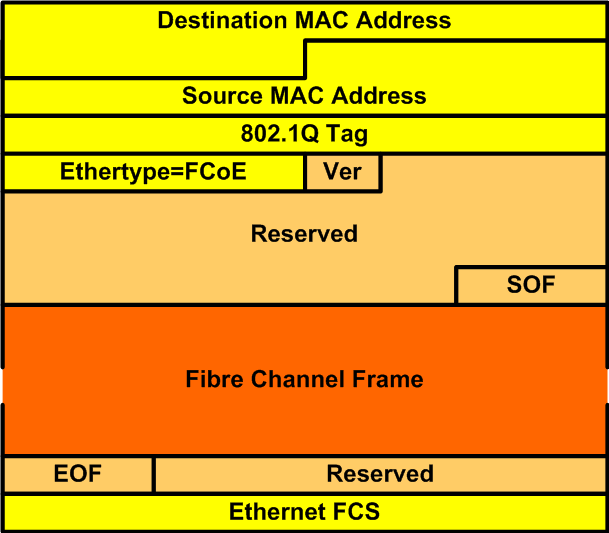
FCoE 프레임 형식

FCoE는 전용 Ethertype, 0x8906을 사용하여 이더넷 위에 캡슐화된다. 단일 4비트 필드(버전)는 IEEE 서브타입 요구 사항을 충족한다. 802.1Q 태그는 선택 사항이지만 특정 구현에서는 필요할 수 있다. SOF(start of frame) 및 EOF(end of frame)는 RFC 3643에 지정된 대로 인코딩된다. FCoE 프레임이 이더넷의 최소 길이 요구 사항을 충족하도록 예약된 비트가 존재한다. 캡슐화된 파이버 채널 프레임 내부에서는 프레임 헤더가 유지되어 디캡슐화 후 파이버 채널 프레임을 직접 전달하여 스토리지 네트워크에 연결할 수 있다.
FIP(FCoE 초기화 프로토콜)는 FCoE의 필수적인 부분이다. 주요 목표는 이더넷 클라우드에 연결된 FCoE 지원 엔티티를 검색하고 초기화하는 것이다. FIP는 전용 Ethertype인 0x8914를 사용한다.

## 타임라인
2003년 10월, 아주엘 테크놀로지(Azul Technology)는 초기 버전을 개발하고 특허를 신청했다.
2007년 4월, FCoE 표준화 활동이 시작되었다.
2007년 10월, 큐로직(QLogic)의 어댑터, 누오바 시스템즈(Nuova Systems)의 스위치, 넷앱(NetApp)의 스토리지를 포함한 최초의 공개적인 종단간 FCoE 데모가 스토리지 네트워크 월드에서 시연되었다(당시 관련 회사들은 어떤 제품 발표도 하지 않았다).
2008년 4월, 초기 구현업체는 시스코 시스템즈의 자회사인 누오바 시스템즈였으며, 이 회사는 스위치를 발표했다. 브로케이드 커뮤니케이션즈 시스템즈도 2008년에 지원을 발표했다. 대침체 이후, 어떤 신기술도 자리 잡기 어려웠다.
2009년 6월, 국제 정보 기술 표준 위원회(INCITS) T11 FC-BB-5 표준의 일부로 정의된 FCoE 기술이 ANSI에 출판을 위해 제출되었다.
2010년 5월, FC-BB-5 표준이 ANSI/INCITS 462-2010으로 발행되었다. INCITS에서 추가 작업이 이루어졌다.
포스10(Force10) 및 델 파워커넥트(Dell PowerConnect)의 데이터 센터 스위치가 FCoE를 지원했으며, 2013년 6월, 델의 모든 네트워킹 포트폴리오의 새로운 브랜드 이름인 델 네트워킹(Dell Networking)은 기본 파이버 채널 모듈을 포함하는 옵션으로 완전한 기본 FCoE 스위치가 될 수 있는 S5000 시리즈를 출시하여 S5000을 FC SAN 환경에 직접 연결할 수 있게 했다.

## 같이 보기
- ISCSI
- ATA 오버 이더넷 (AoE)
- 하이퍼SCSI
- LIO 리눅스 SCSI 타겟
- SCST 리눅스 FCoE 타겟 드라이버